# 阿诺尔福·迪·坎比奥

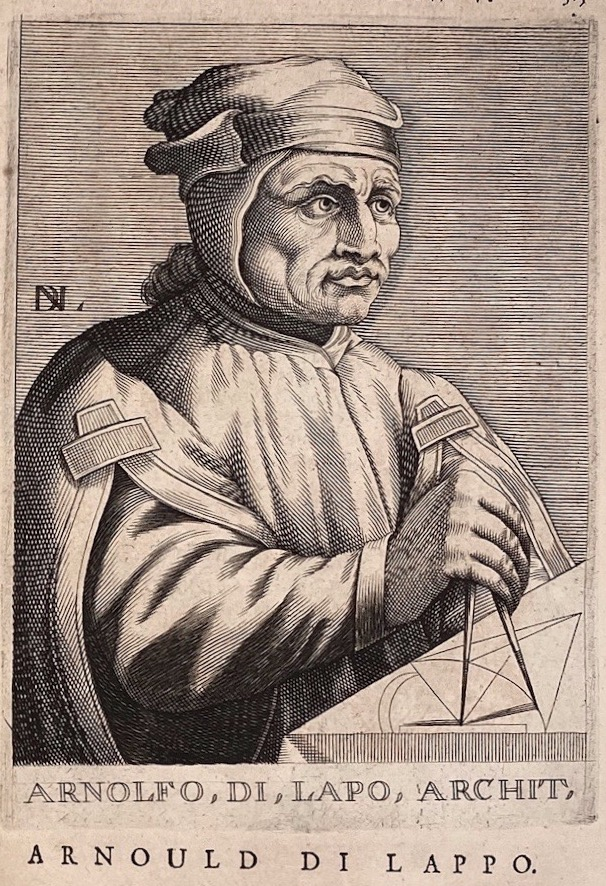
阿诺尔福·迪·坎比奥

阿诺尔福·迪·坎比奥 (约1240 – 1300/1310 ）是意大利建筑师和雕塑家，他曾是尼古拉·皮薩諾的首席助手。1300年，阿诺尔福‧迪‧坎比奥成為聖母百花大教堂的工程主管。此外他還參與旧宫、 圣则济利亚圣殿的建築設計工作。